# Podvine
Podvine – wieś w Słowenii, w gminie Šentjur. W 2018 roku liczyła 67 mieszkańców.